# 松坂城
松坂城（まつさかじょう）は、三重県松阪市殿町にあった日本の城。現在は松阪城とも表記される。城跡は松坂城跡（まつさかじょうあと）として国の史跡に指定されている。

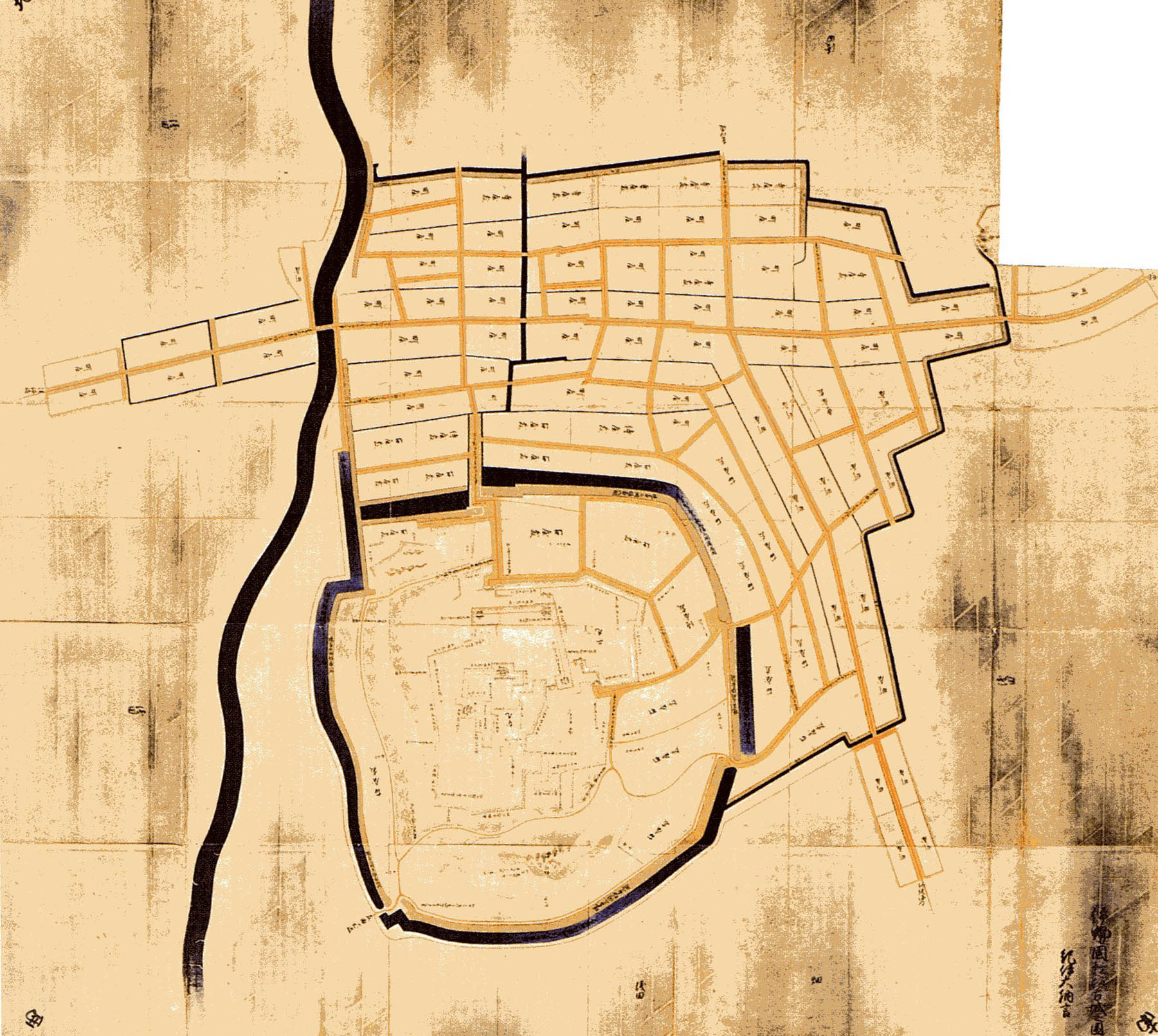
伊勢国松坂古城絵図

## 概要
城の縄張りは梯郭式平山城である。松阪市の中心地の北部に位置する。阪内川が城北を流れ天然の堀となっている。江戸時代初期には松坂藩の居城となっていたが、廃藩後は御三家紀州藩の南伊勢国内17万9千石を統括するために城代が置かれた。
城内の建築物は1877年（明治10年）の失火と1881年（明治14年）までの破却によって失われ、現地には石垣のみが残っており、城址公園となっている。（公園名は「松阪公園」。）周囲には松阪市役所、市民病院、当地出身の本居宣長記念館などがある。松阪は梶井基次郎の短編小説『城のある町にて』の舞台であるため、二の丸跡に文学碑が建てられている。この文学碑は1974年（昭和49年）8月に建立された。
三の丸跡地は明治以降に開発され、三重県立松阪工業高等学校、松阪市立殿町中学校、松阪市民病院などになっている。
催事として、毎年4月上旬に「宣長まつり」、11月3日に「氏郷まつり」が開かれる。

## 歴史
松坂城の築城前より、伊勢国司・北畠家の武将・潮田長助が四五百森城を当地に築城していた。さらにさかのぼると、縄文土器が出土していることから、縄文時代後期には人々が居住していたものとみられる。ただし城跡から多く出土するのは弥生土器である。
- 1584年（天正12年） - 近江国日野城6万石の蒲生氏郷が伊勢国12万3千石を与えられ飯高郡松ヶ島城に入城した[2]。
- 1588年（天正16年） - 氏郷は、松ヶ島は伊勢湾に面し城下町の発展性がないと考え、現在の城地である飯高郡矢川庄の四五百森（よいほのもり）に新たに築城を開始した。工事は領内の寺社を取り壊して転用し、急ピッチで年内に完成させた。城は東に大手、南に搦手を配し、外郭に深田堀及び水堀を巡らせた。四五百森北峰に本丸を配し、その南側に二の丸が置かれた。本丸には3重5階の天守が構えられた。城下町建設にあたり松ヶ島住人を強制的に移住させ、旧領の近江商人を町の中心部に呼び寄せて日野町とし楽市楽座を設けた。また、湊町に伊勢大湊の豪商角屋氏を呼び寄せ、これにより商都松阪の礎が築かれた。
- 1590年（天正18年） - 氏郷は小田原征伐の軍功により陸奥国会津60万石の大封を得て若松城に移った。代わって服部一忠が入城した。
- 1595年（文禄4年） - 服部一忠は豊臣秀次事件に連座したと豊臣秀吉より叱責され自害した。次いで古田重勝が3万4千石で入城した。
- 1600年（慶長5年） - 関ヶ原の戦いの軍功により徳川家康より2万石を加増された。重勝はこの年に死去し長子の重恒が幼少のため重勝の弟・重治が襲封した。
- 1619年（元和5年） - 古田氏は石見国浜田城に転封となり、南伊勢は紀州藩の藩領となった。松坂城は当地を統括する城として城代が置かれた。城内の天守以下の櫓や門等の建物は放置されていたため、江戸時代前期の史料によれば、1644年（正保元年）に天守が台風のため倒壊したとされ、以後は天守台のみが残ることとなった。1794年（寛政6年）には二の丸に紀州藩陣屋が建てられた。以後、紀州藩領として明治維新を迎えた。
- 1871年（明治4年） - 廃藩置県により廃城となった。
- 1877年（明治10年） - 失火により二の丸御殿を焼亡した。
- 1881年（明治14年） - この頃までに、他の建造物も概ね破却された。現在は殿町御城番屋敷に米倉のみが現存している。
- 1889年（明治22年） - 町村制施行時に地名が「松坂」から「松阪」に変更される[1]。
- 2006年（平成18年）4月6日 - 日本100名城（48番）に選定された。
- 2011年（平成23年）2月7日 - 約4.7haの城跡が「近世の政治・軍事を知る上で貴重」であるとして、松坂城跡として国の史跡に指定された[2]。

## 石垣

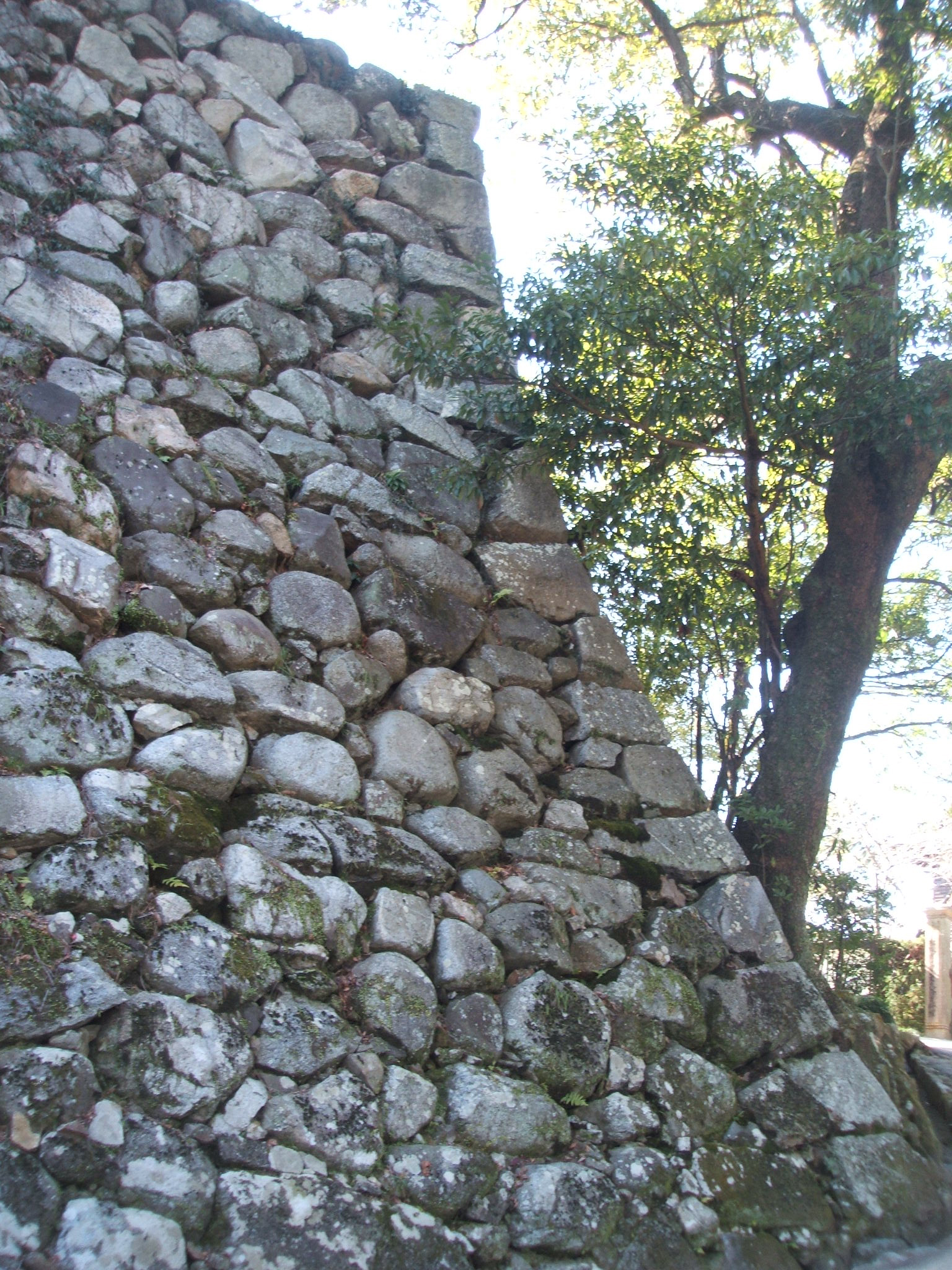
松坂城石垣

建築史家の内藤昌は「素晴らしい石垣。安土城同様の形式だが、それを上回る強固なもので美観という点でも優れている。蒲生氏郷の美意識の高さを感じられる」と述べ、近世の先駆けとなる名城に挙げている。
安土城の築城に加わった蒲生氏郷だが、松坂城にもこの時の石垣作りが取り入れられている。石垣のつみ方は「野面積み」を主体に、隅の部分は「切り込みはぎ」「算木積み」という工法が使われている。これらの工法は「穴太衆」と呼ばれる近江国の石工集団が、安土城で今までの日本にはなかった新しい築城方法を発案した。蒲生氏郷は自分の出身地でもある穴太衆を中心に地元の農民をかり出し石垣をくみ上げていった。石材の多くは近くの河原から集められた石が使われたが、天守台などには古墳に埋葬された石棺の蓋まで使用された。
1988年（昭和63年） - 2003年（平成15年）の16年間、総事業費11億円、総面積4580m2に及ぶ「平成の松坂城石垣修復」が実施された。部分的な石垣の修復はされていたが全面的な修復は1700年以来といわれている。この修復で二ノ丸からは蒲生氏郷の時とは違うノミ跡が発見されたり、三ノ丸の野面積みも紀州藩になってからのものなど数多い発見があった。
松阪城は1982年（昭和57年）に市民より「天守閣を再建してほしい」との要望もあったが反対する意見も多く、「天守閣問題」は取り止めとなった。

## 松坂城ギャラリー

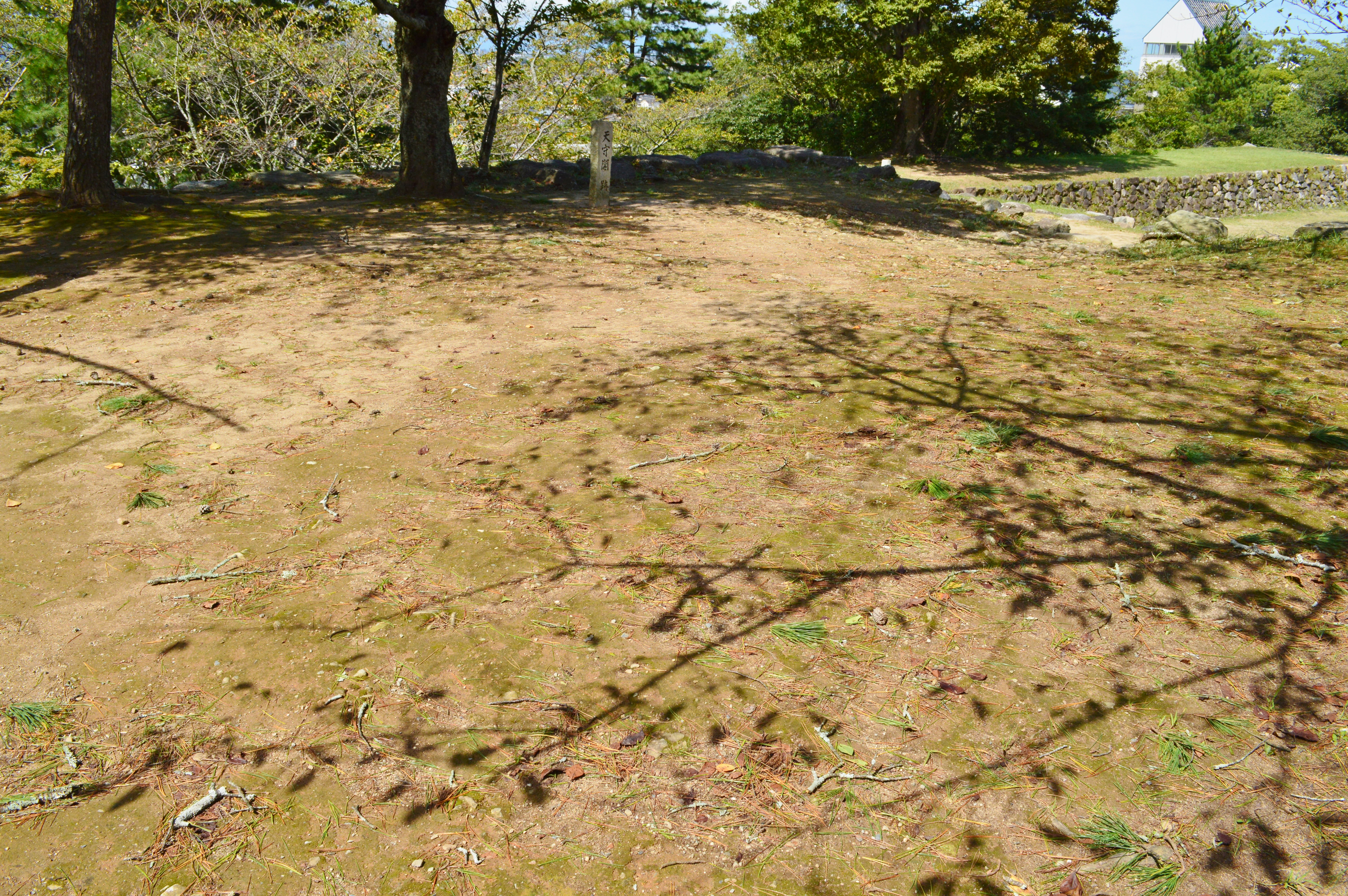
天守台
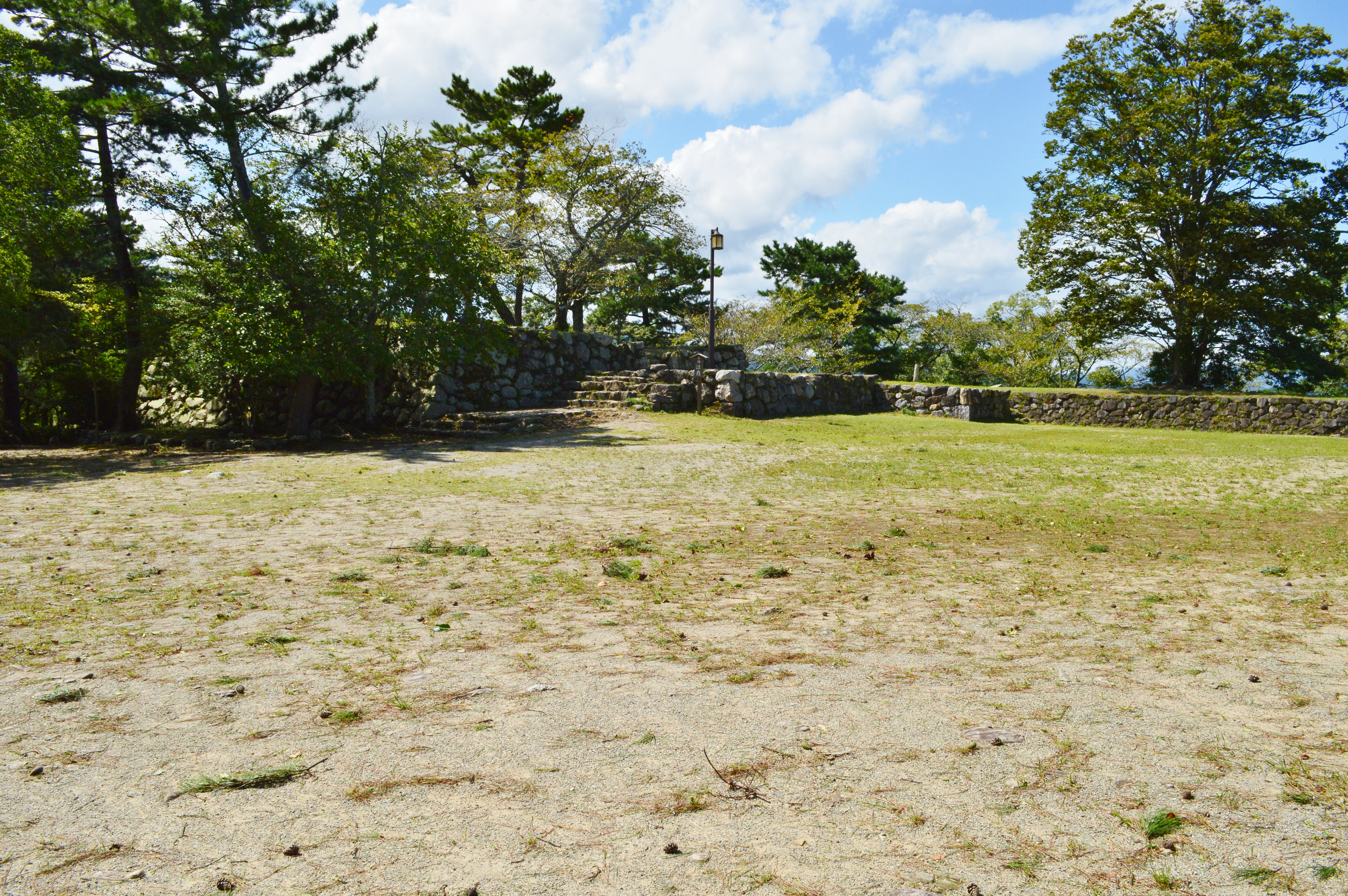
本丸（左奥に天守台）
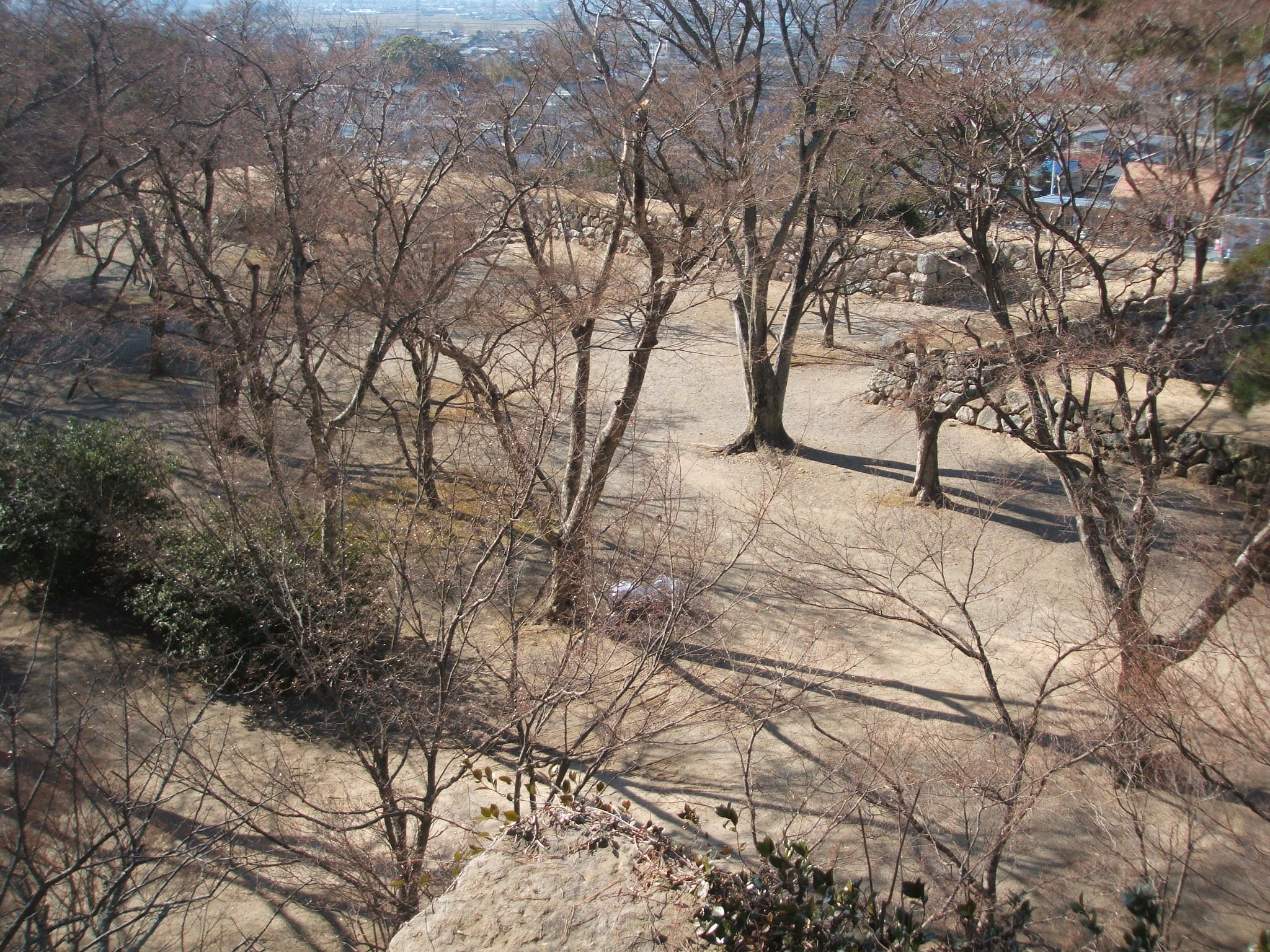
きたい丸
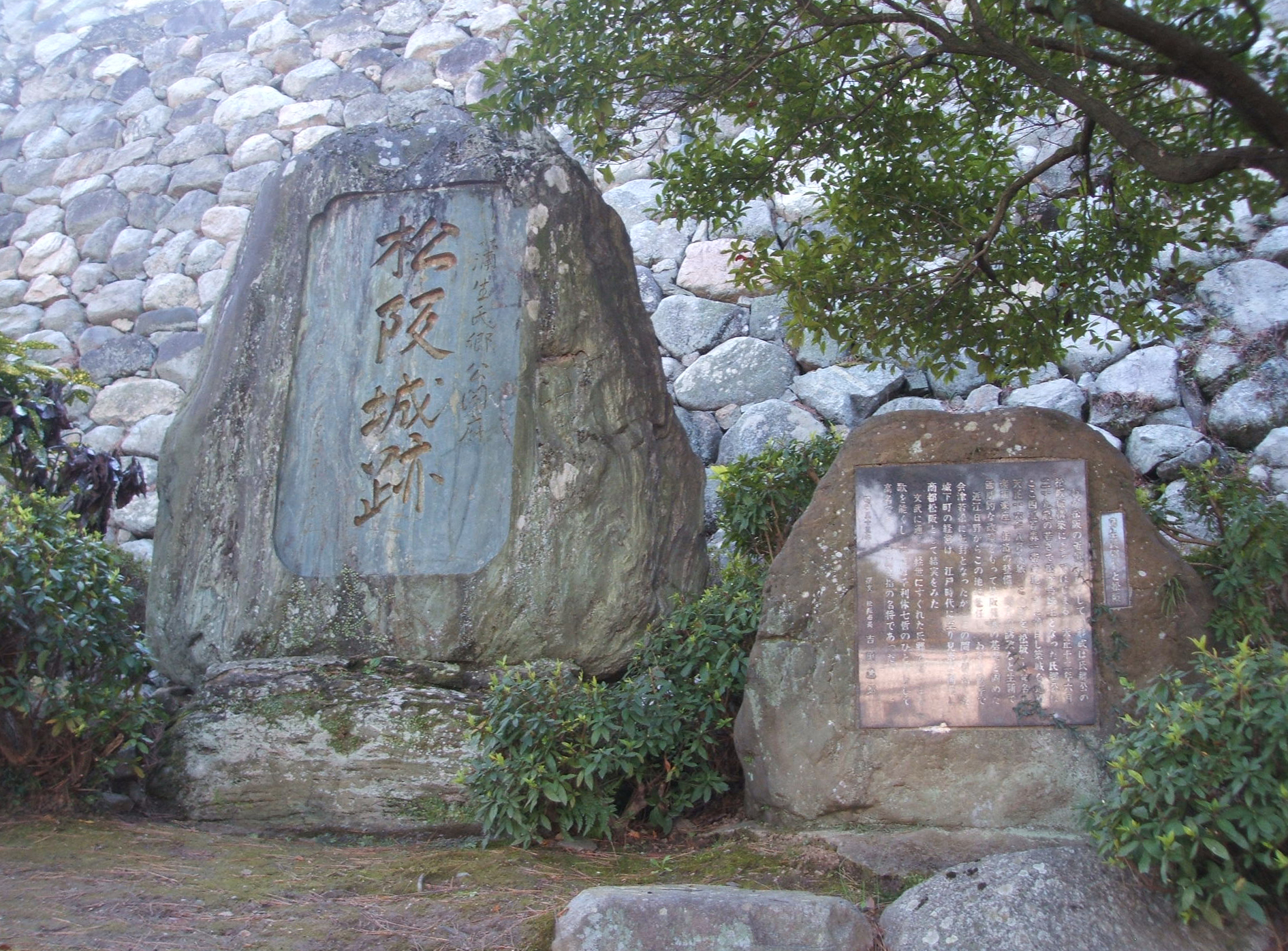
松阪城跡石碑
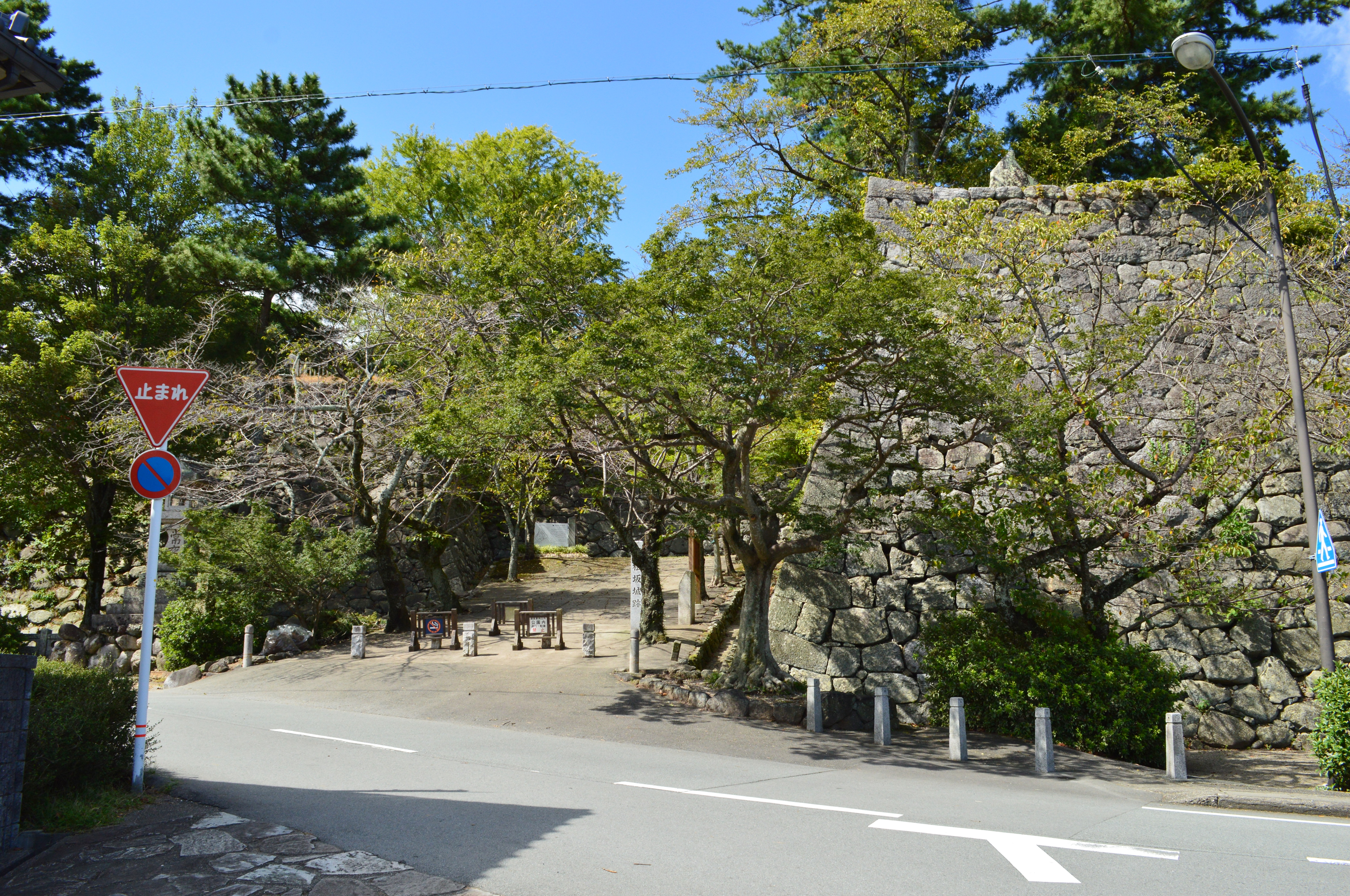
裏門
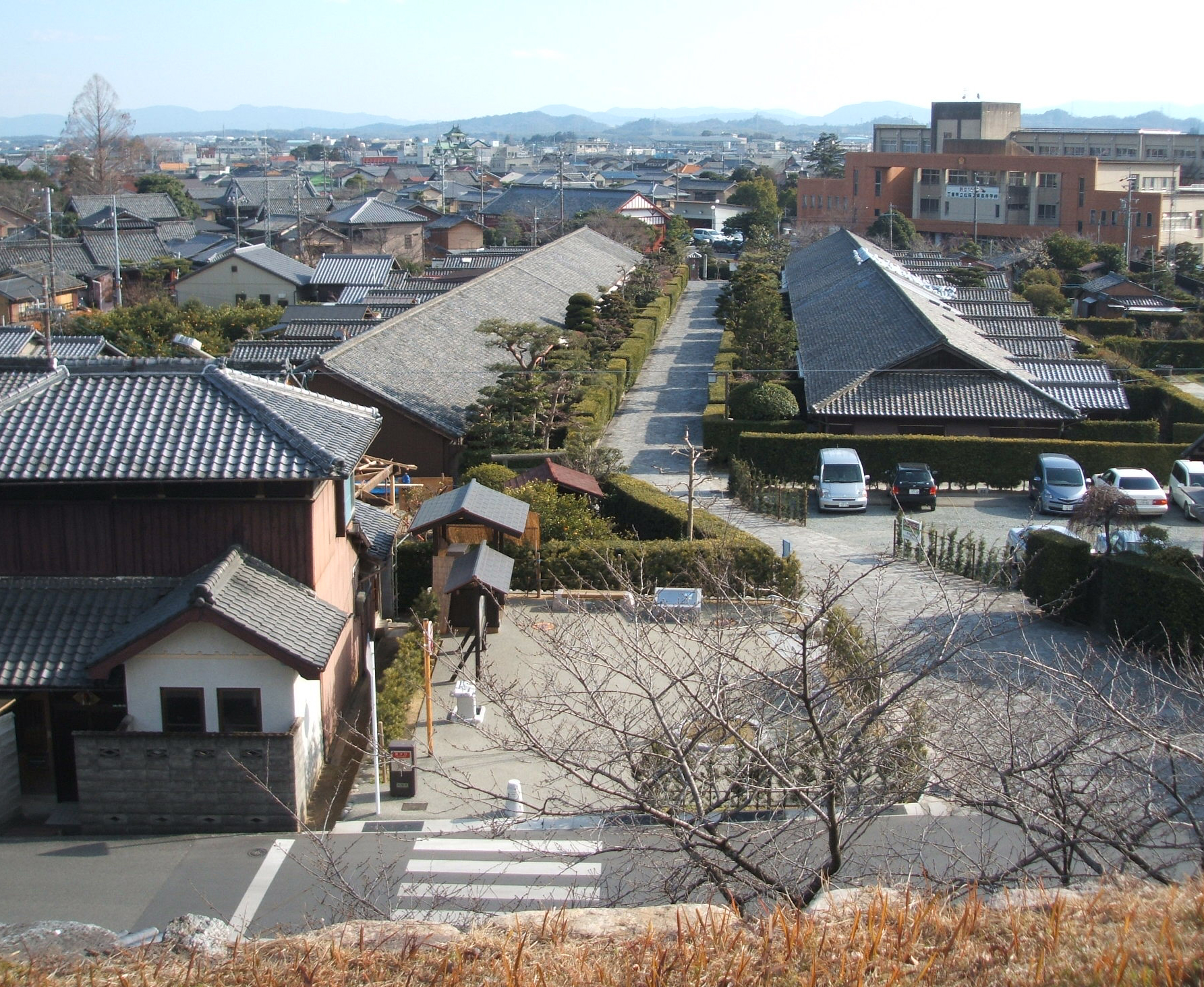
御城番屋敷

## 現地情報
所在地
- 三重県松阪市殿町

交通アクセス
- JR紀勢本線・近鉄山田線 松阪駅から徒歩で約15分。